# Synanthedon cruciati
Synanthedon cruciati is een vlinder uit de familie wespvlinders (Sesiidae), onderfamilie Sesiinae.
Synanthedon cruciati is voor het eerst wetenschappelijk beschreven door Bettag & Bläsius in 2002. De soort komt voor in het Palearctisch gebied.